# Byrsia dotata
Byrsia dotata là một loài bướm đêm thuộc phân họ Arctiinae, họ Erebidae.